# Amnestija
Amnestija (lat. amnestia, grč. ἀμνηστία - zaboravljanje) je opraštanje kazne počinitelju kaznenog djela koje se daje putem akata najviših tijela državnih vlasti. Predstavlja opću osnovu za gašenje kaznene sankcije jer se može odnositi na sva kaznena djela, sve počinitelje i sve izrečene kazne. Takvo gašenje kazne može biti potpuno ili djelomično, ovisno o tome je li kazna oproštena u cijelosti ili djelomično.
S obzirom na djelovanje, postoje dvije vrste amnestije; amnestija u užem smislu koja podrazumijeva oprost kazne koja je pravosnažno izrečena, te amnestija u širem smislu (ili abolicija) koja podrazumijeva oslobođenje od kaznenog gonjenja i kažnjavanja.
Sama riječ amnestija ima korijen u grčkoj riječi ἀμνηστία (amnestia), što znači zaboravljanje. Podrazumijeva predavanje zaboravu krivnje neke osobe ili oprost od kazne koju krivnja povlači. Primjena amnestije predstavlja izuzetak od pravila da je pravedno da svaki počinitelj kaznenog djela dobije zasluženu kaznu. Na taj način, ona se javlja i djeluje jače od samog zakona koji propisuje kaznu za kazneno djelo, te od sudske odluke kojom je ta kazna izrečena. Amnestija je stari institut poznat još u rimskom i srednjovjekovnom pravu.
Davanjem amnestije ne diraju se prava trećih osoba koja su osnovana na presudi. Osobe koje su oštećene kaznenim djelom imaju pravo tražiti dosuđenu naknadu štete i povrat oduzete stvari. Međutim, kod abolicije, jer ne postoji donesena osuda za kazneno djelo, u pravnoj teoriji se opravdano postavlja pitanje povređuju li se time prava trećih osoba koja proizlaze iz počinjenog kaznenog djela.
Pored brojnih zamjerki, primjenu amnestije opravdavaju razlozi što uvijek postoji mogućnost da u izvjesnim slučajevima sud donese pogrešnu presudu zasnovanu na zabludi o okolnostima ili na osnovi lažnih iskaza sudionika u postupku, pa se amnestija javlja kao izvanredno korektivno sredstvo za otklanjanje nepravedne presude; zatim što je moguće da zbog promijenjenih društvenih uvjeta i prilika, počinjeno kazneno djelo izgubi svoju društvenu opasnost, te bi stoga bilo nepravedno kazniti počinitelja takvog djela; nadalje što razlozi humanosti ili društveni, državni i politički razlozi mogu zahtijevati da se nekim osobama dadne oprost za kazneno djelo koje su počinile; i što amnestija predstavlja izvanredno poticajno sredstvo za dobro vladanje i vlastiti preodgoj osuđenika pa predstavlja nagradu posebne vrste za primjereno vladanje osuđenika.

## Amnestija u Hrvatskoj
Amnestija je u Hrvatskoj uređena Kaznenim zakonom od 1997. Posebnim zakonom amnestija se daje u svakom konkretnom slučaju. Prema Zakonu o kaznenom postupku od 1997., u slučaju oslobođenja od kaznenog progona potonji se neće započeti, a ako je započeo bit će obustavljen, ili će, ako je glavna rasprava započela, biti dovršen presudom kojom se odbija tužba.
Zakonom o općem oprostu od 1996., dana je amnestija za kaznena djela počinjena u vezi s oružanim sukobima tijekom Domovinskog rata, od čega su, na temelju međunarodnog prava, izuzeti ratni zločini.

## Amnestija u Bosni i Hercegovini
Prema kaznenim zakonima Bosne i Hercegovine, Federacije BiH, Republike Srpske i Brčko distrikta, amnestija je akt u obliku zakona kojim se neodređenom broju osoba daje oslobođenje od kaznenog progona, potpuno ili djelomično oslobođenje od izvršavanja kazne, zamjenjuje izrečena kazna blažom kaznom, određuje brisanje osude ili se ukidaju određene pravne posljedice osude.
Amnestiju daju najviša zakonodavna tijela, Parlamentarna skupština BiH, Parlament Federacije BiH, odnosno Narodna skupština Republike Srpske prema propisu odnosnih kaznenih zakona.

## Vanjske poveznice
- Zakon o općem oprostu, Narodne novine br. 80/96
- , Službene novine FBiH br. 48/99.